# Escape the Fate
Escape the Fate (engl. für: „Entkomme dem Schicksal“) ist eine US-amerikanische Rockband aus Las Vegas, Nevada. Ihr Musikstil wird häufig mit Bands wie From First to Last oder Eighteen Visions verglichen.

## Geschichte
Escape the Fate wurde 2003 von Ronnie Radke und Max Green gegründet. Sie suchten auf MySpace nach weiteren Bandmitgliedern und fanden Bryan Money und Omar Espinosa (Ex-Mitglied der Band LoveHateHero). Ein enger Freund, Robert Ortiz, traf kurz danach ebenfalls dazu. Im September 2005 nahmen Escape the Fate bei einem Radiowettbewerb teil, bei dem die Band My Chemical Romance die Teilnehmer bewertet hat. Der Gewinner durfte zusammen mit ihnen auf Tour gehen, wobei auch die Bands Alkaline Trio sowie Reggie and the Full Effect anwesend sein sollten. Escape the Fate gewann diesen Wettbewerb und durch die steigende Beliebtheit wurde sie bei dem Plattenlabel Epitaph Records unter Vertrag genommen. Im Mai 2006 erschien ihre Debüt-EP There’s No Sympathy for the Dead.
Am 12. September 2006 verließ Ronnie Radke die Band. Auf MySpace berichteten die Bandmitglieder, dass Radke die Band freiwillig aus persönlichen Gründen verlassen habe. Dennoch wollte die Band auch ohne ihn weitermachen und wünschte ihm Glück für die Zukunft. Es wurde bekannt, dass Radke ein Drogenproblem hatte und sich auf Entzug befindet. Am 26. September 2006 veröffentlichte die Band ihre erste LP, Dying Is Your Latest Fashion. Am 6. November 2006 kehrte Radke zur Band zurück. Nachdem im November 2007 Gitarrist Espinosa seinen Ausstieg aus der Band bekanntgegeben hatte, wurde im Januar 2008 bekannt, dass Sänger Radke wegen Anstiftung zum Mord zu vier Jahren auf Bewährung und 100.000 US-Dollar Strafe verurteilt wird. Zudem ist er verpflichtet, an einem Drogenentzugsprogramm teilzunehmen. Radkes Freund, der den Mord begangen hatte, nahm sich das Leben.
Neuer Sänger wurde Craig Mabbitt, der von der Band Blessthefall zu Escape the Fate wechselte. Radke wurde 2008, nachdem er Zeuge vom Tode des damals 18-jährigen Michael Cook geworden war und Radke sich selbst im Anklagepunkt der Körperverletzung für schuldig erklärt hatte, zu vier Jahren auf Bewährung verurteilt. Kurz nach seiner Verurteilung verstieß er gegen seine Bewährungsauflagen und kam erneut in Untersuchungshaft. Seit dem 21. Oktober 2008 ist die zweite LP This War Is Ours der Band erhältlich. Im April 2009 kam die Band erstmals nach Deutschland, Frankreich, Österreich, Tschechien, Italien und Belgien im Rahmen des „Give It a Name“-Festivals. Weiterhin spielte die Band eine Headliner-Show in Europa im Dezember 2009, die die Band nach Deutschland, die Niederlande und Frankreich führte.
Am 27. April 2010 veröffentlichte Escape the Fate This War Is Ours als Deluxe-Edition unter anderem mit zwei neuen Songs, einer Akustikversion von dem Lied Harder Than You Know und einem Remix von Shawn Crahan (Slipknot) mit dem Namen This War Is Mine. Zudem gab es Videomaterial über ihre erste Welttournee und über das Leben der Bandmitglieder. Am 2. November 2010 erschien das selbstbetitelte Album Escape the Fate mit 14 neuen Titeln, unter anderem dem Lied The Aftermath (G3), welches die Fortsetzung der The Guillotine und This War Is Ours (The Guillotine II) ist. Am 5. März 2012 verließ Bassist und Sänger Max Green die Band. Er wurde durch den Motionless in White Gitarristen TJ Bell ersetzt.
In einem Interview gaben Sänger Mabbitt und Schlagzeuger Ortiz bekannt, dass auch Michael Money (der Bruder des Lead-Gitarristen Bryan „Monte“ Money) von nun an offiziell als Rhythmus-Gitarrist in der Band sei, nachdem er jahrelang sowohl auf der Bühne als auch im Studio mit der Band zusammengearbeitet habe. Am 10. Mai 2013 veröffentlichte die Band ihr neues Album Ungrateful, dessen Texte sich im Gegensatz zu den Vorgängern mit ernsteren Themen befassten. Es folgten unter anderem Auftritte bei Rock am Ring und Rock im Park. Am 18. August 2015 kündigte man via Facebook das neue Album Hate Me an, welches am 30. Oktober erschien. Eine Tour mit demselben Namen wurde ebenfalls für Amerika und Europa mit festgelegten Daten angekündigt. In Europa kommt die Band Anfang 2016 auf Tour.[veraltet]
Gleichzeitig wurde neben diesen Bekanntgaben die erste Single Just a Memory bis zum 20. August 2015 zum kostenlosen Download auf der eigenen Homepage bereitgestellt. Am Freitag, dem 25. September 2015 veröffentlichte die Band einen weiteren Song aus dem kommenden Album mit dem Namen Remember Every Scar. Die dritte Single Alive wurde als Audio am 19. Oktober 2015 und das dazugehörige Video am 20. Oktober 2015 veröffentlicht. 2019 spielt die Band ihre Tour „This World Is Ours“.

## Mitglieder

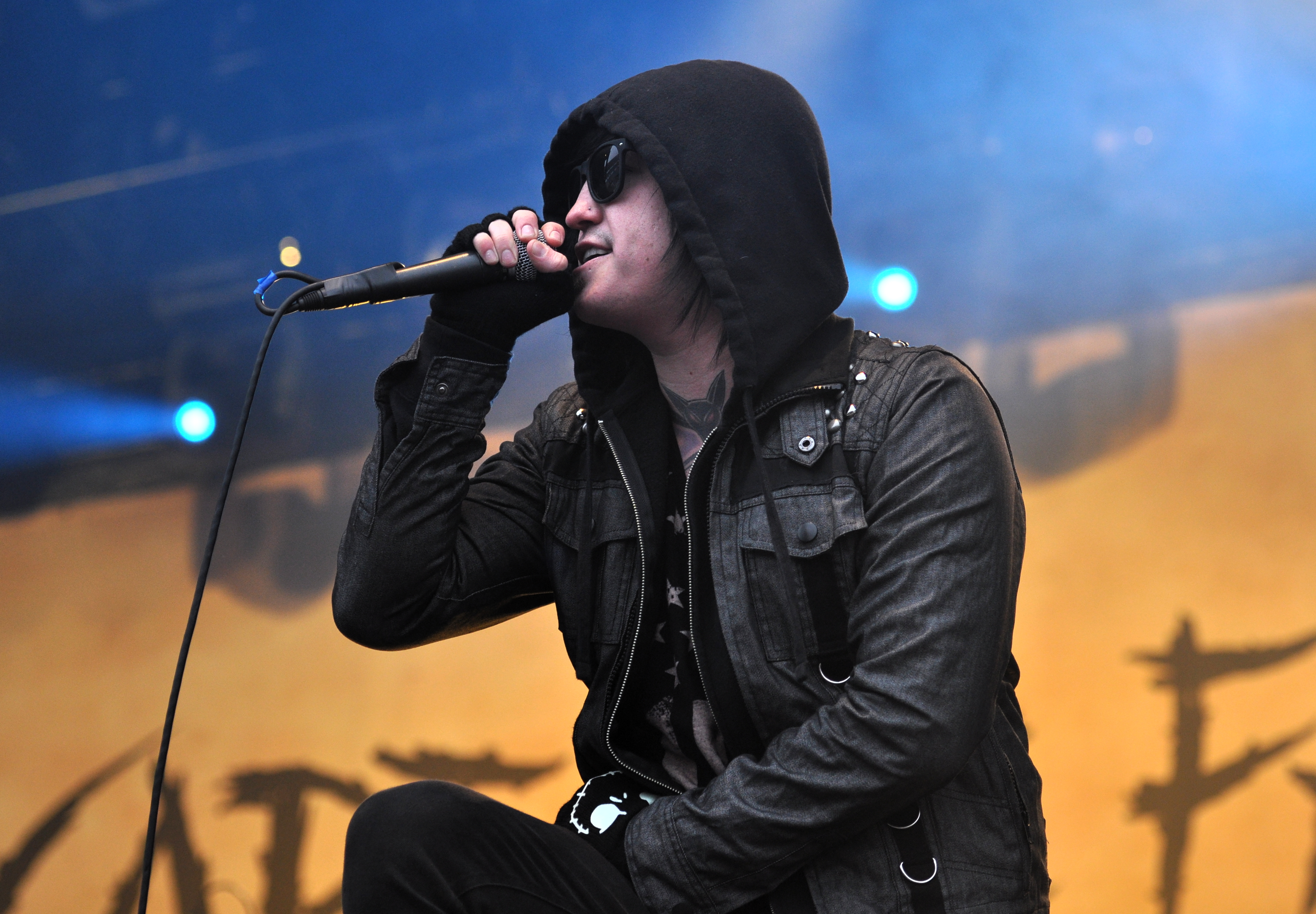
Craig Mabbitt
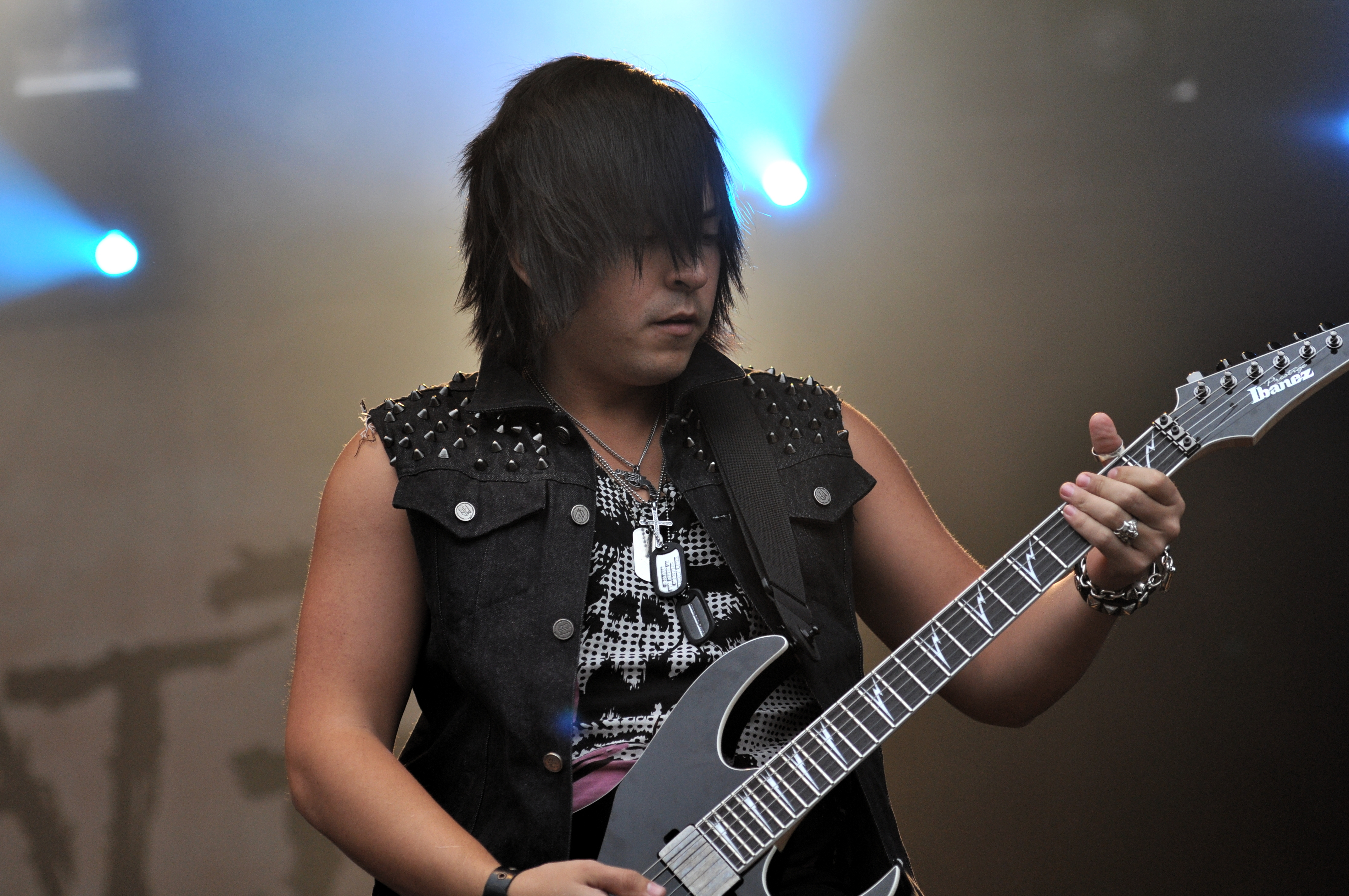
Michael Money
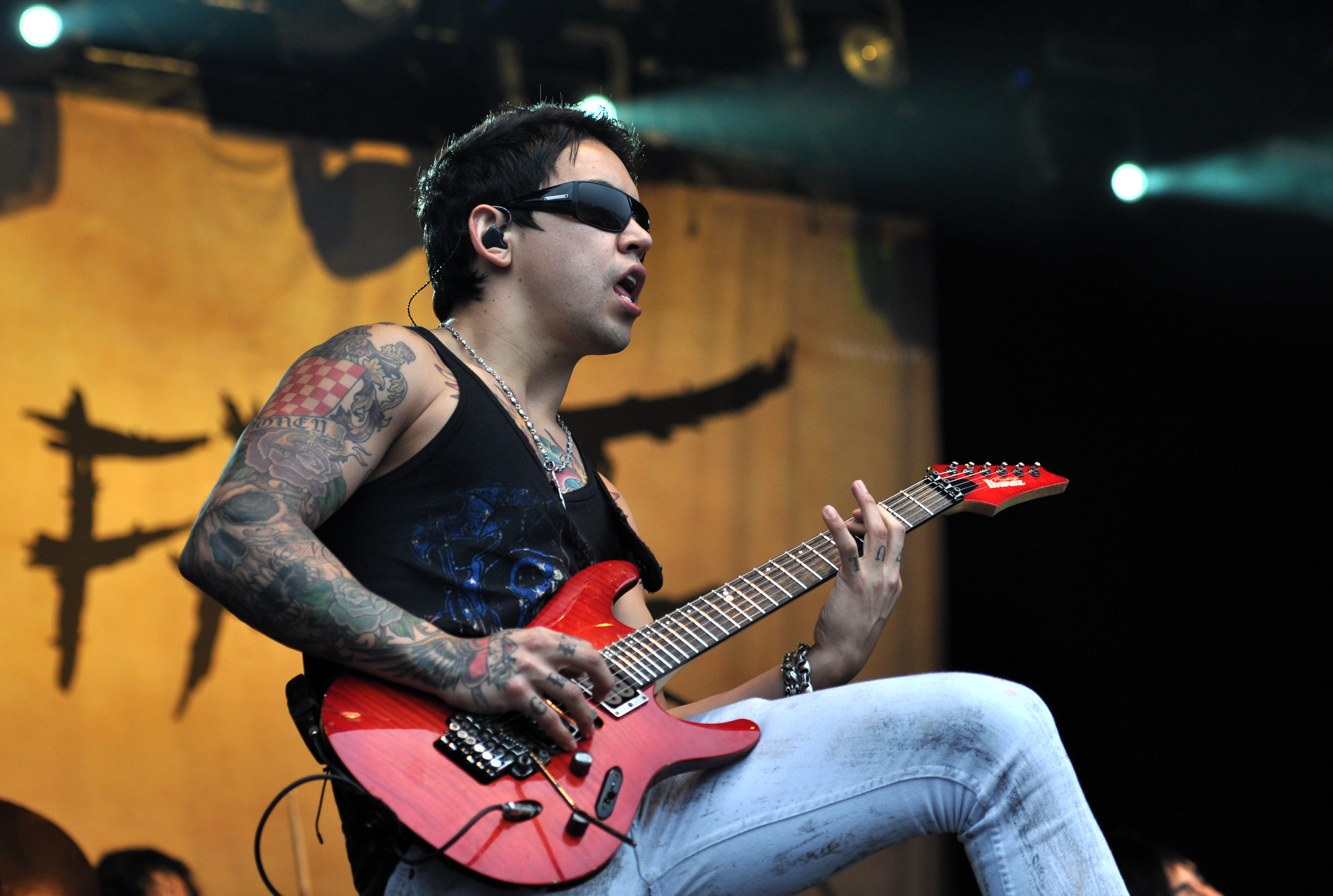
Monte Money
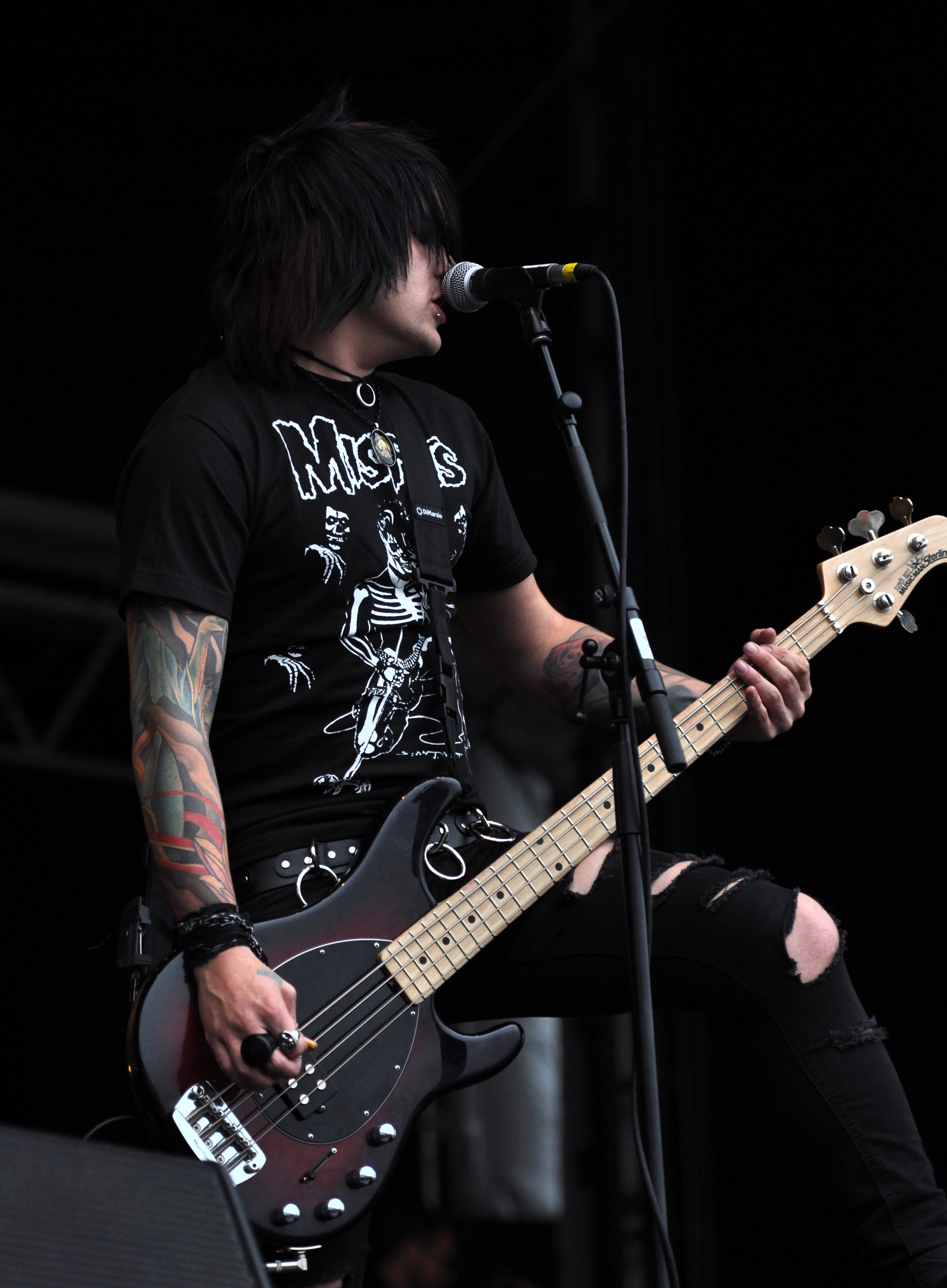
TJ Bell
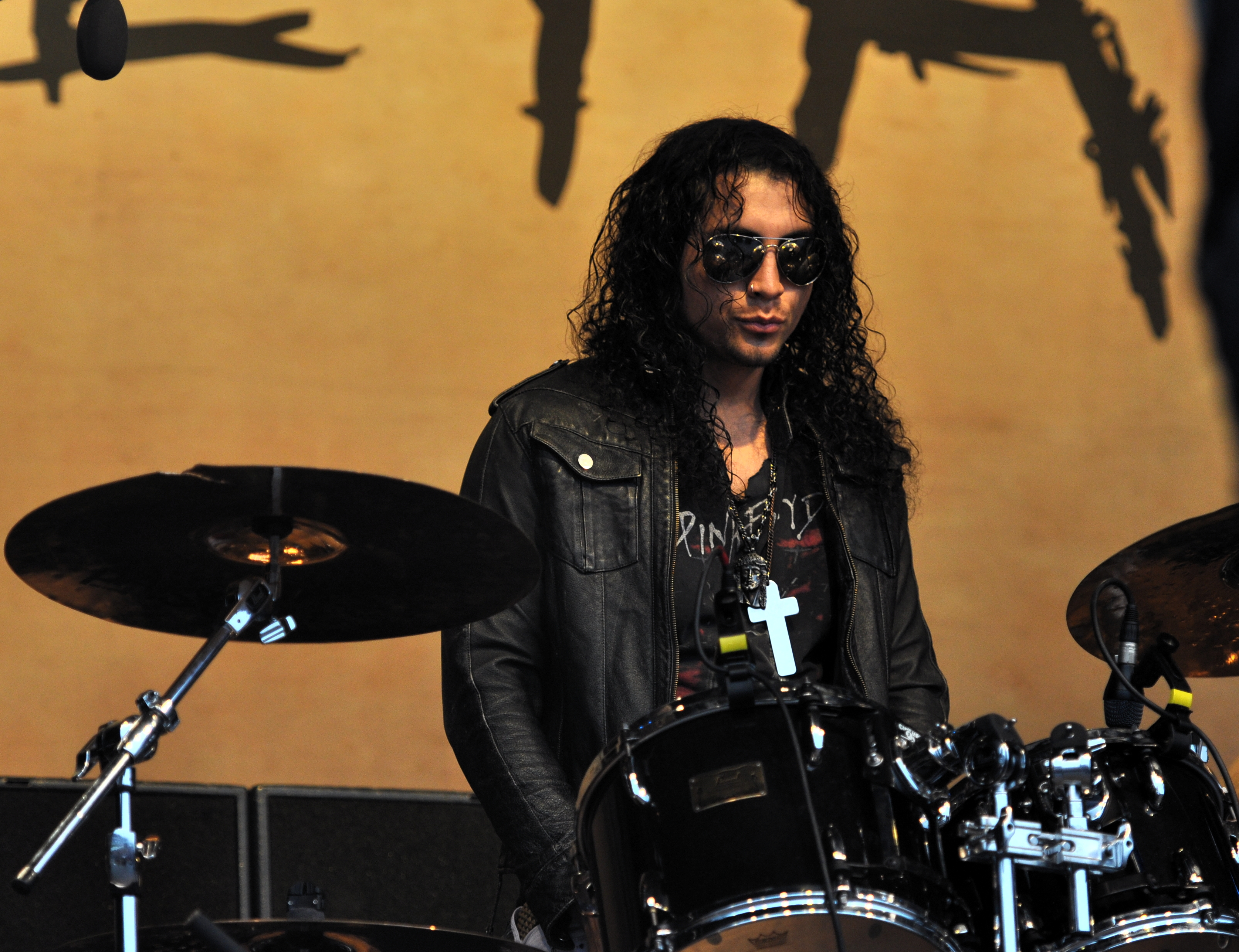
Robert Ortiz

## Diskografie

### Alben
| Jahr | Titel Musiklabel                             | Höchstplatzierung, Gesamtwochen, AuszeichnungChartplatzierungen (Jahr, Titel, Musiklabel, Platzierungen, Wochen, Auszeichnungen, Anmerkungen) | Höchstplatzierung, Gesamtwochen, AuszeichnungChartplatzierungen (Jahr, Titel, Musiklabel, Platzierungen, Wochen, Auszeichnungen, Anmerkungen) | Anmerkungen                              |
| Jahr | Titel Musiklabel                             | DE | US | Anmerkungen                              |
| ---- | -------------------------------------------- | --- | --- | ---------------------------------------- |
| 2006 | Dying Is Your Latest Fashion Epitaph Records | — | US— GoldUS | Erstveröffentlichung: 26. September 2006 |
| 2008 | This War Is Ours Epitaph Records             | — | US35 (3 Wo.)US | Erstveröffentlichung: 21. Oktober 2008   |
| 2010 | Escape the Fate Interscope Records           | — | US25 (1 Wo.)US | Erstveröffentlichung: 2. November 2010   |
| 2013 | Ungrateful Eleven Seven Music                | — | US27 (3 Wo.)US | Erstveröffentlichung: 14. Mai 2013       |
| 2015 | Hate Me Eleven Seven Music                   | — | US58 (1 Wo.)US | Erstveröffentlichung: 30. Oktober 2015   |
| 2018 | I Am Human Eleven Seven Music                | — | — | Erstveröffentlichung: 30. März 2018      |
| 2021 | Chemical Warfare Better Noise Music          | DE94 (1 Wo.)DE | — | Erstveröffentlichung: 16. April 2021     |
| 2023 | Out of the Shadows Better Noise Music        | — | — | Erstveröffentlichung: 1. September 2023  |

### EPs
- 2005: Escape the Fate EP (Selbstvertrieb)
- 2006: There’s No Sympathy for the Dead (Epitaph Records)
- 2007: Situations (Epitaph Records)

### Singles
- 2006: Not Good Enough for Truth in Cliché
- 2007: Situations
- 2008: The Flood
- 2009: Something
- 2009: 10 Miles Wide
- 2010: This War Is Ours (The Guillotine Part II)
- 2010: Massacre
- 2010: Issues
- 2011: Gorgeous Nightmare
- 2013: Ungrateful
- 2013: You’re Insane
- 2013: One for the Money
- 2014: Picture Perfect
- 2015: Just a Memory
- 2015: Remember Every Scar
- 2015: Les Enfants Terribles
- 2015: Alive
- 2017: Empire
- 2017: Do You Love Me
- 2018: Broken Heart
- 2018: Digging My Own Grave
- 2018: I Am Human
- 2020: Walk On
- 2020: Invincible (feat. Lindsey Stirling)
- 2021: Not My Problem (feat. Travis Barker)
- 2021: Unbreakable
- 2023: H8 Myself
- 2023: Low
- 2023: Cheers to Goodbye

### Musikvideos
- 2006: Not Good Enough for Truth in Cliché
- 2007: Situations
- 2008: The Flood
- 2009: Something
- 2009: 10 Miles Wide
- 2010: This War Is Ours (The Guillotine Part II)
- 2010: Issues
- 2010: City of Sin
- 2011: Gorgeous Nightmare
- 2013: Ungrateful
- 2013: You’re Insane
- 2013: One for the Money
- 2014: Picture Perfect
- 2015: Just a Memory
- 2015: Alive
- 2016: Remember Every Scar
- 2016: Les Enfants Terribles
- 2016: Breaking My Down
- 2018: Broken Heart
- 2018: I Am Human
- 2020: Walk On
- 2020: Invincible
- 2020: Christmas Song
- 2021: Not My Problem
- 2021: Lightning Strike
- 2023: H8 Myself
- 2023: Low
- 2023: Cheers to Goodbye